# Robert Wärff
Robert Wärff, född 26 februari 1970, är en svensk friidrottare (mångkamp), tävlande för Heleneholms IF.